# Вот рука
«Вот рука» (итал. Qua la mano) — итальянский художественный фильм 1980 года, снятый режиссёром Паскуло Феста Кампаниеле. Другое название фильма — «Дай руку», «А спорим?». Главные роли в этом фильме исполнили Адриано Челентано, Энрико Монтесано и Марио Каратенуто.

## Описание
Фильм состоит из двух новелл. Вторая новелла «Священник-танцор» (итал. Il Prete Ballerino) известна в России как самостоятельный фильм. Премьера фильма состоялась 28 марта 1980 года в Италии.

## Сюжет

### Я с Папой
Главный герой фильма — простой извозчик Орацио Империали, он очень любит приврать, заключить пари и поиграть в карты, при этом ему частенько не везёт. Однажды он крупно проигрывает и для того, чтобы отыграться, заключает фантастическое пари — теперь, чтобы выиграть, ему нужно встретиться с самим Папой Римским.
На этот раз ему удаётся и выиграть пари и исполнить свою мечту, пообщавшись с Папой. Орацио знакомится с Папой в замке Гандольфо и становится его другом. Папа наносит ему ответный визит, и радости Орацио нет предела.

### Священник-танцор
Приходской священник в маленькой деревушке любит потанцевать, кроме того он весел и увлекается боксом. Он посещает танцплощадки и дискотеки, переодеваясь в другую одежду. Им интересуется некая Розанна.

## В ролях
- Новелла «Священник-танцор»
  - Адриано Челентано — Дон Фульгенцио, священник-танцор
  - Ренцо Монтаньяни
  - Энцо Робутти
  - Карло Баньи
  - Дино Эмануэлли
  - Лилли Карати
- Новелла «Я с Папой»
  - Энрико Монтесано — Орацио Империали
  - Филипп Лерой
  - Марио Каратенуто
  - Андреа Ронкато
  - Джиджи Самарки — журналистка
  - Адриана Руссо — жена извозчика

## Дополнительная информация
- Монтаж: Альберто Галлитти
- Энрико Монтесано получил за этот фильм специальную премию Давида (Premio David Speciale).

## Другие названия
- Оригинальное итальянское название: «Qua la mano»
- Международное англоязычное название: «Give Me Five»
- Русские названия: «Вот рука», «Дай руку»
- Немецкое название: «Don Tango — Hochwürden mit der kessen Sohle»
- Украинское название: «Ось Рука»